# Summertime Sadness
«Summertime Sadness» (с англ. — «Летняя печаль») — песня американской певицы Ла́на Дель Рей из её второго студийного альбома Born to Die. Она была выпущена 22 июня 2012 года лейблом Interscope Records в качестве третьего сингла в Австрии и Германии, и четвёртого сингла в Швейцарии. Сингл достиг высшей десятки в хит-парадах Австрии, Болгарии, Германии, Греции, Люксембурге и Швейцарии. Осенью 2013 года «Summertime Sadness» стала хитом № 1 в Польше. Хаус-ремиксы позволили Дель Рей войти в чарт US Hot Dance Club Songs. Это принесло ей успех и впервые позволило ей войти в хит-парад США. В 2014 году ремикс на «Summertime Sadness» за авторством Седрика Джервейса получил премию «Грэмми» в категории «Лучшая ремикшированная запись, не классическая».
Музыкальное видео повествует о двух влюблённых девушках. Одну играет актриса Джейми Кинг, а другую — сама Дель Рей. По сюжету видео, они обе кончают жизнь самоубийством, прыгая с большой высоты. Видео было снято мужем Джейми Кинг, режиссёром Кайлом Ньюманом. Оно достигло успеха на YouTube, и набрало в целом более 665 млн просмотров. В большинстве критики хвалили музыкальное видео. Песня была написана давними коллегами Дель Рей — Эмилем Хейни и Риком Ноуэлсом, слова написали Ноуэлс и Дель Рей. Для продвижения песни, Дель Рей выпустила сборник ремиксов песни в iTunes Store. На данный момент, было продано более 2 миллионов копий сингла в США, и более 300 тысяч копий в Германии.
В апреле 2013 года нидерландская симфоник-метал-группа Within Temptation записала кавер-версию «Summertime Sadness» для своего альбома The Q-Music Sessions, который был выпущен только в Бельгии и Нидерландах. В декабре 2013 года, свою кавер-версию исполнила Майли Сайрус.
В июле 2018 года издание The Fader включило композицию в топ-13 лучших летних песен.

## История создания и релиз
Песня «Summertime Sadness» стала доступна для цифровой загрузки в Германии, Австрии и Швейцарии 22 июня 2012 года в качестве третьего сингла из студийного альбома Born to Die. Песня присутствовала в сет-листе первого тура Дель Рей, Born to Die Tour. После новости о выпуске переиздания альбома, в сети были опубликованы два ремикса на песню, созданные Тоддом Терри. Авторами песни являются Лана Дель Рей и Рик Ноуэлс, а продюсированием песни занялись Эмиль Хейни, Ноуэлс и Деврим Караоглу. Песня записана в жанрах трип-хоп, инди-поп и инди-рок. В качестве музыкального аккомпанемента использовались барабаны, пианино и гитара. Смысл песни в том, что «радость в любви несёт в себе множество разочарований». В самой песне, Дель Рей поёт о страхе потерять любимого человека и передает это в строчке: «Крепко поцелуй меня, перед тем как уйти». Текст песни был опубликован компанией Universal Music Publishing Group на сайте Musicnotes, Inc. В композиции присутствует метроном в сто двенадцать ударов в минуту и состоит в минорной тональности до-диез минор. Композитор Рик Ноуэлс, который является по совместительству автором, признается, что видит в песне что-то «волшебное» и относится к Лане с большим уважением:
Я познакомился с Ланой летом 2011 года. Я слышал некоторые её песни на YouTube, и они мне очень понравились. Когда мы написали эту песню, я понял, что она прекрасный композитор и певица. Она пишет музыку так, чтобы завоевать моё уважение, она хочет, чтобы то, что она написала, мне понравилось, потому она невероятно прекрасна. Лана постоянно выпускает музыку высокого качества. Люди жаждут настоящего искусства. Поскольку всё больше людей слушают её песни, у неё становится все больше поклонников.
Релиз песни состоялся в середине 2012 года и стал доступным для загрузки в iTunes Store в Германии, Австрии и Швейцарии. Песня преуспела в этих странах после того, как в июле 2013 года был выпущен ремикс, созданный французским DJ Седриком Джервейсом. Ремикс стал очень успешным и ротировался на радиостанциях США, а позже стал доступен в iTunes Store. В интервью Radio.com Дель Рей признается, что с этой песней было все по-другому, не как с «Young and Beautiful», потому что песня была сразу хорошо принята на радиостанции (ранее, треки Дель Рей не звучали на радио). Она продолжила: «Я приехала домой после четырёх месяцев выступлений в туре и услышала „Summertime Sadness“ по радио. Я очень благодарна за это, ведь я очень люблю эту песню». Издание Billboard сравнило песню «Summertime Sadness» с песней группы Everything but the Girl «Missing».

## Критические отзывы
В своём детальном обзоре альбома Born to Die для журнала Billboard Эндрю Хэмпп написал, что «одно только название, которое словно по-детски обижено на весь мир, заставило хихикать над деревенским кабриолетом Дель Рей, но сама песня доказывает, что она — одна из самых сильных здесь [в альбоме Born to Die], несмотря даже на то, что текст песни излишне многословен». Эми Сиарретто из PopCrush отметила, что «даже хоть через её голос чувствуется несомненно израненная девушка, она завладевает вниманием своей ленивой передачей чувств». Los Angeles Times назвал эту песню одной из лучших в альбоме, наряду с «Video Games» и «Dark Paradise».

## Музыкальное видео

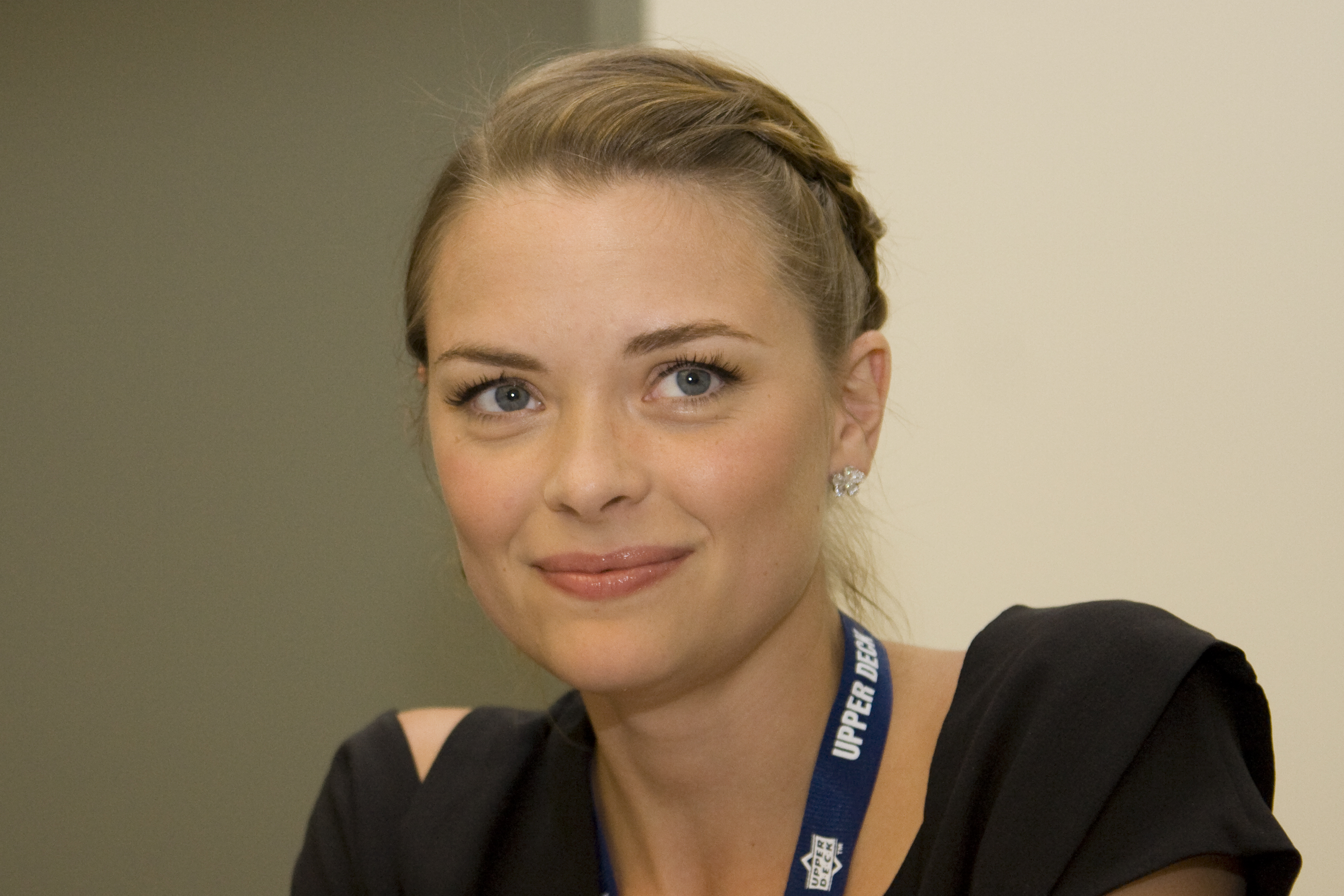
Роль подруги Ланы Дель Рей в музыкальном видео исполнила Джейми Кинг, а её муж Кайл Ньюман срежиссировал видео.

Музыкальное видео на «Summertime Sadness» было снято в 2012 году Кайлом Ньюманом и Спенсером Сассером. В клипе главные роли исполнили сама Дель Рей и жена Ньюмана Джейми Кинг. Она рассказала, что в видео рассказывается, что «оно о том, что невозможно жить без тех, кого ты любишь, неважно — друзей или любимых, вот и всё». Видео повествует о двух влюблённых поссорившихся девушках, которые кончают жизнь самоубийством. Актёр Алекс Петтифер также принял участие в создании клипа в качестве помощника продюсера.
Видео было выпущено на официальном канале Дель Рей на YouTube 20 июля 2012 года. К январю 2014 видео набрало более 120 млн просмотров. Оно набирало количество просмотров примерно вдвое быстрее, чем предыдущее видео Дель Рей («National Anthem»), и благодаря ему Дель Рей получила более 69 000 новых поклонников на Facebook и Twitter. Наконец, видео позволило Дель Рей занять 42 место в рейтинге Billboard.
Клип получил преимущественно положительные отзывы критиков. Кристал Белл из Huffington Post назвала видео «одой к Instagram», и отметила, что оно похоже на остальные клипы певицы. Кэрри Баттан из Pitchfork Media написала, что «чувствуется рука Ланы Дель Рей в этом видео. Кадры, словно из Instagram, несчастные лица, попытки суицида и специальный гость [Джейми Кинг]». Дженна Халли Рубенштейн из блога MTV Buzzworthy сказала, что, возможно, сцены с Дель Рей в красном дыму — это Дель Рей в загробном мире, после самоубийства, но она же и отметила, что это маловероятно, учитывая, что «видео заканчивается образом Ланы и её призрака, идущей одной по пустой дороге». Далее Рубенштейн сказала, что видео вгоняет в грусть, «но что ещё вы ждали от видео Ланы? Солнце, блеск и мороженое? Навряд ли». Тайлер Монро из канадского телеканала AUX раскритиковал видео, в частности, он указывал на то, что Дель Рей слишком увлеклась пост-обработкой видео и спецэффектами. Он сказал, что клип похож на «безвкусное ничто», и иронично предложил Дель Рей наполнить видео большим количеством эффектов, например, стрелять лазерами из глаз. Но он написал также, что причина такого безразличия [к съёмке видео] кроется в беззаботности, которую обеспечили ей высокие продажи и популярность.

## Список композиций
| CD-сингл 1. «Summertime Sadness» (radio mix) — 4:12 2. «Summertime Sadness» (album version) — 4:23 Цифровой мини-альбом 1. «Summertime Sadness» (radio mix) — 4:12 2. «Summertime Sadness» (album version) — 4:23 3. «Summertime Sadness» (radio mix) (extended version) — 5:06 4. «Summertime Sadness» (Hannes Fischer Nightflight Remix) — 6:41 Виниловое издание 1. «Summertime Sadness» (Todd Terry Remix) — 6:35 2. «Summertime Sadness» (Todd Terry Dub) — 5:37 3. «Summertime Sadness» (Hannes Fischer Nightflight Remix) — 6:41 4. «Summertime Sadness» (Marbert Rocel Remix) — 5:41 | Cedric Gervais Remix — сингл (цифровая дистрибуция) 1. «Summertime Sadness» (Cedric Gervais Remix) — 6:52 2. «Summertime Sadness» (Cedric Gervais Remix — Fiesco Radio Edit) — 3:34 Nick Warren Remix — мини-альбом (цифровая дистрибуция) 1. «Summertime Sadness» (Nick Warren’s Vocal Remix) — 7:03 2. «Summertime Sadness» (Nick Warren’s Skandik Dub) — 7:06 3. «Summertime Sadness» (Nick Warren’s Instrumental Remix) — 7:01 Asadinho Remix — мини-альбом (цифровая дистрибуция) 1. «Summertime Sadness» (Asadinho Main Vocal Mix) — 8:34 2. «Summertime Sadness» (Asadinho Dub) — 7:45 3. «Summertime Sadness» (Asadinho Instrumental) — 7:00 MK Remix — мини-альбом (цифровая дистрибуция) 1. «Summertime Sadness» (MK Feel It in the Air Remix) — 8:19 2. «Summertime Sadness» (MK Lee Foss Cold Blooded Remix) — 5:40 3. «Summertime Sadness» (Simon Large MK Dub) — 6:52 |

## Участники записи
Данные со вкладыша, прилагаемого к альбому.
- Лана Дель Рей — основной вокал
- Эмиль Хейни — продюсер
- Рик Ноуэлс — продюсер
- Лана Дель Рей, Рик Ноуэлс — слова
- Ларри Голд — струнные
- Дэн Хит[англ.] — флейта
- Патрик Уоррен — дополнительные струнные, гитара, клавишные
- Рик Ноуэлс — дополнительные струнные
- Деврим Караоглу — дополнительные инструменты
- Дэн Греч Маргера — микширование
- Дункан Фуллер — помощь в микшировании

### Недельные чарты
| Чарт (2012–14)                               | Лучшая позиция |
| -------------------------------------------- | -------------- |
| Австрия (Ö3 Austria Top 40)                  | 8              |
| Бельгия/Фландрия (Ultratop 50)               | 15             |
| Бельгия/Валлония (Ultratop 50)               | 17             |
| Бразилия (Hot 100 Airplay)                   | 75             |
| Bulgaria (BAMP)                              | 3              |
| Чехия (Rádio — Top 100)                      | 42             |
| Чехия (Singles Digitál Top 100)              | 36             |
| Франция (SNEP)                               | 56             |
| Германия (GfK)                               | 4              |
| Greece Digital Songs (Billboard)             | 3              |
| Iceland (RÚV)                                | 14             |
| Израиль (Media Forest)                       | 10             |
| Italy (FIMI)                                 | 6              |
| Нидерланды (Single Top 100)                  | 53             |
| Новая Зеландия (Recorded Music NZ)           | 23             |
| Польша (Polish Airplay Top 100)              | 1              |
| Словакия (Singles Digitál Top 100)           | 53             |
| Швеция (Sverigetopplistan)                   | 20             |
| Швейцария (Schweizer Hitparade)              | 3              |
| США (Billboard Hot Rock & Alternative Songs) | 5              |

| Чарт (2012)                | Позиция |
| -------------------------- | ------- |
| Germany (Media Control AG) | 21      |

| Chart (2013)            | Позиция |
| ----------------------- | ------- |
| Hungary (Rádiós Top 40) | 58      |

| Чарт (2014)                                     | Позиция |
| ----------------------------------------------- | ------- |
| Italy (Federazione Industria Musicale Italiana) | 67      |

| Регион | Сертификация  | Продажи   |
| --- | ------------- | --------- |
| Австрия (IFPI Austria) | Золотой       | 15 000*   |
| Германия (BVMI) | 3× Золотой    | 450 000   |
| Италия (FIMI) | 3× Платиновый | 90 000*   |
| Мексика (AMPROFON) | Платиновый    | 60,000*   |
| Швеция (GLF) | 3× Платиновый | 120 000   |
| Швейцария (IFPI Switzerland) | Золотой       | 15 000^   |
| США (RIAA) · | 4× Платиновый | 4 000 000 |
| * Данные о продажах приведены только на основе сертификации. · ^ Данные о тиражах приведены только на основе сертификации. · Данные о продажах + прослушиваниях приведены только на основе сертификации. |               |           |

### Чарты и сертификация Cedric Gervais remix
| Чарт (2013)                                          | Лучшая позиция |
| ---------------------------------------------------- | -------------- |
| Australia (ARIA)                                     | 3              |
| Канада (Billboard Canadian Hot 100)                  | 7              |
| Дания (Tracklisten)                                  | 28             |
| Франция (SNEP)                                       | 10             |
| Greece Digital Songs (Billboard)                     | 2              |
| Hungary (Dance Top 40)                               | 16             |
| Hungary (Single Top 20)                              | 1              |
| Ирландия (IRMA)                                      | 7              |
| Люксембург (Billboard Luxembourg Digital Song Sales) | 5              |
| Новая Зеландия (Recorded Music NZ)                   | 30             |
| Шотландия (OCC Scotland)                             | 2              |
| Словакия (Rádio — Top 100)                           | 57             |
| Испания (PROMUSICAE)                                 | 29             |
| Великобритания (OCC UK Singles)                      | 4              |
| США (Billboard Hot 100)                              | 6              |
| США (Billboard Hot Dance/Electronic Songs)           | 2              |
| США (Billboard Adult Pop Airplay)                    | 16             |
| США (Billboard Dance/Mix Show Airplay)               | 1              |
| США (Billboard Dance Club Songs)                     | 15             |
| США (Billboard Pop Airplay)                          | 3              |
| США (Billboard Rhythmic)                             | 12             |

| Чарт (2013)                          | Позиция |
| ------------------------------------ | ------- |
| UK Singles (Official Charts Company) | 23      |
| US Billboard Hot 100                 | 45      |

| Регион | Сертификация  | Продажи   |
| --- | ------------- | --------- |
| Австралия (ARIA) | 4× Платиновый | 280 000^  |
| Канада (Music Canada) | 2× Платиновый | 160 000*  |
| Мексика (AMPROFON) | Платиновый    | 60,000*   |
| Нидерланды (NVPI) | Золотой       | 10 000^   |
| Новая Зеландия (RMNZ) | Золотой       | 7500*     |
| Великобритания (BPI) | 2× Платиновый | 651,000   |
| США (RIAA) · | 4× Платиновый | 2,000,000 |
| * Данные о продажах приведены только на основе сертификации. · ^ Данные о тиражах приведены только на основе сертификации. · Данные о продажах + прослушиваниях приведены только на основе сертификации. |               |           |

## История релизов
| Страна         | Дата         | Формат                                         | Лейбл      |
| -------------- | ------------ | ---------------------------------------------- | ---------- |
| Германия       | 22 июня 2012 | Цифровая дистрибуция                           | Universal  |
| Австрия        | 22 июня 2012 | Цифровая дистрибуция                           | Universal  |
| Швейцария      | 22 июня 2012 | Цифровая дистрибуция                           | Universal  |
| Германия       | 13 июля 2012 | CD-сингл                                       | Universal  |
| Германия       | 13 июля 2012 | Виниловое издание — мини-альбом ремиксов       | Universal  |
| США            | 1 июля 2013  | Крупнейшие радиостанции (Cedric Gervais remix) | Interscope |
| Великобритания | 10 июля 2013 | Крупнейшие радиостанции (Cedric Gervais remix) | Interscope |
| США            | 11 июля 2013 | Цифровая дистрибуция (Cedric Gervais remix)    | Interscope |
| США            | 22 июля 2013 | Rhythmic contemporary-радиостанции             | Interscope |

## Комментарии
1. 1 2  The Platinum award for "Summertime Sadness" in the United States represents sales of both the original version and the Cedric Gervais remix.[58][нет в источнике]